# International Association for Human Values
De International Association of Human Values (IAHV) is een non-profitorganisatie die in 1997 werd opgericht in Genève.
IAHV heeft tot doel de menselijke waarden deel te laten worden in alle aspecten van het leven, wat moet leiden tot een vredigere, rechtvaardigere en duurzamere wereld. IAHV ontwikkelt en promoot programma's voor persoonlijke ontwikkeling en opleidingsprogramma's voor samenlevingen die een grotere bewustwording voor de gemeenschappelijke waarden tussen de verschillende culturen moet bevorderen.
Het programma van IAHV bestaat in het Engels uit 5 H's. Vertaald zijn dat: Gezondheid, Huizen, Hygiëne, Menselijke waarden en Harmonie in diversiteit.
De organisatie heeft zich in de eerste tien jaar van haar bestaan beziggehouden met de aardbeving in Bam, opbouwwerkzaamheden in Irak en Afghanistan en activiteiten na de terroristische aanslagen op 11 september 2001, de aardbeving in Gujarat en de overstromingen in Indonesië en met veel activiteiten in India.
De oprichters van IAHV zijn:
- Sri Sri Ravi Shankar, spiritueel leider uit India
- Tenzin Gyatso, de huidige dalai lama
- Basdeo Pandey, voormalig premier van Trinidad en Tobago
- Sir Ketumile Masire, voormalig president van Botswana
- Naveen Ramgulam, voormalig president van Mauritius
- Mireya Moscoso Rodriguez, toenmalig president van Panama (honorair lid)